# 韩麟生
韓麟生（？—？），字寅階，辽宁沈阳人，中华民国政治人物。

## 生平
韩麟生毕业于英国爱丁堡大学商科。回國後，1926年任奉天商埠局总办。后来历任东三省官银号会办，吉长铁路局局长，北宁铁路局局长，吉敦铁路局局长。1930年11月，任国民政府财政部津海关监督。1937年4月去职。1948年5月安葬在北平东北义园。

## 家庭
- 兄：韩麟春